# Катастрофа Іл-22 під Воронежем
Катастрофа Іл-22 під Воронежем — авіаційна катастрофа літака Іл-22М ПКС РФ, що сталася 24 червня 2023 року у Воронезькій області, при цьому загинули всі 10 членів екіпажу. Літак збили бійці ПВК «Вагнер» під час військового заколоту.

## Літак
Іл-22М ПЗПУ — повітряний командний пункт, створений на базі авіалайнера Іл-18. Абревіатура «ПЗПУ» означає «повітряний захищений пункт управління». За даними Military Balance 2022, до початку російського вторгнення в Україну Росія мала на озброєнні 12 літаків Іл-22М. Згідно з даними російських провоєнних каналів, збитий Іл-22М виконував функції ретрансляції радіосигналу, працюючи як висотна антена, що зв'язувала наземний командний пункт і бойові частини на фронті.
За даними спілки «OSINTtechnical», збитий Іл-22М мав реєстраційний номер RA-75917. За даними російського провоєнного Телеграм-каналу «ВЧК-ОГПУ», літак ставився до 610-го центру бойового застосування та перенавчання особового складу, розташованого в Іваново, і був приписаний до військового аеродрому Іваново-Північний.

## Катастрофа
24 червня 2023 року повітряний пункт управління Іл-22М ВКС РФ був збитий під час військового заколоту бійцями ПВК «Вагнер». За даними видання Baza, ракета літаком була запущена з об'їзної траси Вороніж—Луганськ, а сам збитий літак впав у районі смт Кантемирівка Воронезької області. Іл-22М був збитий із системи «Панцир-С1».
За твердженням журналістки російського Першого каналу Ірини Куксенкової, коли голову ПВК «Вагнер» Євгена Пригожина запитали, навіщо його бійці збили цей літак, адже той не завдав ударів по вагнерівцях, Пригожин відповів: «а дурень ППО-шник у колоні збивав усе, що злітало».
За даними «ВЧК-ОГПУ» і воєнкора Ірини Куксенкової, загинуло 10 людей, які перебували на борту, тоді як телеграм-канал Fighterbomber стверджував про загибель 8 осіб. За даними влади Івановської області, де проживала більшість загиблих льотчиків, загиблих було вісім.
Крім Іл-22М, у ході заколоту бійці ПВК «Вагнер» збили ще декілька російських військових гелікоптерів при цьому по самих вагнерівцям завдавалися удари з повітря

## Наслідки
Голова ПВК «Вагнер» Євген Пригожин та його бійці не понесли кримінальної відповідальності за збиття цього літака та вчинення інших дій під час заколоту. Кримінальну справу про заколот щодо них було закрито.
За словами журналістки Ірини Куксенкової, Пригожин погодився виплатити сім'ям загиблих льотчиків компенсацію 50 мільйонів рублів.

## Оцінки
Міністерство оборони Великобританії оцінило втрату цього літака як «значну», зазначаючи, що знищений літак ставився до відносно малого парку з 12 літаків. Міністерство оборони Великобританії зазначало, що під час вторгнення ці літаки відіграли важливу роль в організації російських військ та як цінні активи, вони діяли далеко за межами української ППО. Також британські військові фахівці відзначали моральну шкоду, яку зазнали російські сили від втрати такого літака таким чином, говорячи, що «екіпаж збитого літака навряд чи очікував загрози від своїх власних сил».

## Пам'ять
Указом президента Росії члени екіпажа Іл-22 нагороджені орденами Мужності посмертно.
На аеродромі Іваново-Північний встановлено пам'ятник, присвячений екіпажу Іл-22. Відкриття монумента відбулося 19 жовтня 2023 року.